# Mabel at the Wheel
Mabel at the Wheel és una pel·lícula muda del tipus slapstick escrita i dirigida per Mack Sennett i Mabel Normand i protagonitzada per ella mateixa i Charles Chaplin, entre d'altres. La pel·lícula es va estrenar el 18 d'abril de 1914. Va ser la darrera pel·lícula de Chaplin en la que no va participar en la seva direcció.

## Argument
Charlie va darrera de Mabel, la xicota d'un campió automobilístic. Per això, li proposa que vagin a fer junts una passejada en moto però en un sotrac ella cau en mig d'una bassa i Charlie continua endavant sense ni tan sols adonar-se. Això fa que Mabel torni amb el seu estimat. Charlie, enrabiat, es baralla amb la parella però surt perdent. Més tard, el dia de la cursa, Charlie saboteja el cotxe del seu rival amb l'ajut de dos sequaços i tanca el pilot per a que no pugui participar en la cursa. Aleshores Mabel surt a córrer en el seu lloc. Charlie intenta fer tot el possible per sabotejar la cursa però Mabel acaba guanyant i ell rep una pallissa dels seus còmplices.

## Repartiment
- Charles Chaplin (malvat)
- Mabel Normand (Mabel)
- Harry McCoy (xicot de Mabel)
- Chester Conklin (pare de Mabel)
- William Hauber (copilot de Mabel)
- Mack Sennett (periodista)
- Al St. John (sequaç)
- Joe Bordeaux (personatge dubtós)
- Mack Swain (espectador)
- Charley Chase (espectador)
- Alice Davenport (espectadora)
- Minta Durfee (espectadora)
- Edgar Kennedy (espectador)
- William A. Seiter (sequaç)
- Fred Mace (personatge dubtós)
- Fred Wagner (iniciador de la carrera)

## Producció
Es tracta de la primera pel·lícula de dues bobines de Chaplin i constitueix una davallada en la seva carrera. Algunes fonts indiquen que el paper de Chaplin estava pensat per a Ford Sterling, el comediant que Chaplin va reemplaçar a la Keystone. Durant el rodatge de la pel·lícula es va produir una tensió important entre Mabel i Chaplin. Sembla que aquest va suggerir de fer un determinat gag a la directora la qual ho va rebutjar de pla. Això va provocar una discussió que va acabar amb Mabel plorant davant de Sennett i Chaplin dient que mai més treballaria amb Normand. Sennett, que en aquell moment estava involucrat romànticament amb Normand, es va enfadar amb Chaplin, el qual va considerar abandonar l'estudi i tornar a Anglaterra. L'endemà la situació es va suavitzar quan Sennett va prometre a Chaplin que li deixaria dirigir les seves pròpies pel·lícules si col·laborava amb Mabel. El canvi d'actitud de Sennett estava relacionat amb un telegrama rebut des de l'oficina de Nova York demanant més pel·lícules de Chaplin. La pel·lícula incorporava plans rodats a la cursa de la Copa Vanderbilt a Santa Monica el 26 de febrer de 1914. La pel·lícula va tenir un cost de 1.800 dòlars i va produir un guanys de 130.000 dòlars durant el primer any.